# Nagylevelű csodamogyoró
A nagylevelű csodamogyoró (Hamamelis virginiana) a kőtörőfű-virágúak (Saxifragales) rendjébe és a csodamogyoró-félék (Hamamelidaceae) családjába tartozó faj.

## Jellemzése
Az Észak-Amerikából származó, nedves erdőkben növekvő fácska 5 m magasra is nőhet. Külsőleg hasonlít a közönséges mogyoróbokorhoz. Fogazott levelei szórt állásúak, ovális alakúak. Sárga, fürtös virágai sallangosak, késő ősszel vagy télen nyílnak. Termése fásodott falú tok, amelyben 1-1 szárnyas mag található.

## Felhasználása
A csodamogyorót belsőleg és külsőleg egyaránt használják vénás keringési elégtelenség okozta zavarok (lábduzzanat és aranyér) kezelésére. Alkalmazzák szájöblítőként is. Helyileg pedig bizonyos szembetegségek (irritáció, kellemetlenül égő, szúró szem) enyhítésére alkalmas.

### Gyógyhatása
Állatkísérletek igazolták, hogy a csodamogyoró-kivonat növeli a visszerek ellenálló-képességét, csökkenti a hajszálerek átvezető képességét, és gyulladáscsökkentő hatású. A humán gyógyászatban a kivonatot csak helyi kezeléseknél vizsgálták. Úgy tapasztalták, hogy jó érösszehúzó, valamint az ajakherpeszre és az ekcémára gyakorol jótékony hatást.
Alkalmazásakor mindeddig nem észleltek mérgező hatást, de – különösen tinktúrája – esetenként kiválthat allergiát.